# Cyfrowy Polsat
Cyfrowy Polsat est un bouquet de télévision polonais lancé le 5 décembre 1999.
Cyfrowy Polsat S.A est, depuis avril 2011, propriétaire de Polsat. Le financement de l'acquisition de Polsat en mai 2011 a été possible grâce à l'émission d'actions et de sources externes. Avec Polsat, Cyfrowy a pu ajouter une étape importante à son portefeuille en ce qui concerne la production et la diffusion télévisuelles.

## Bouquets de Cyfrowy Polsat
- Mini HD
- Rodzinny HD
- Familijny HD
- Familijny Max HD
- Familijny Max HD with additional packs:
  - Sport HD
  - Film HD
- Premium
- Premium Max

## Options additionnelles
- HBO Pack
- Cinemax Pack
- HBO Cinemax Pack
- Catalogue of VOD movies
- Rozrywka